# Alex Kraft

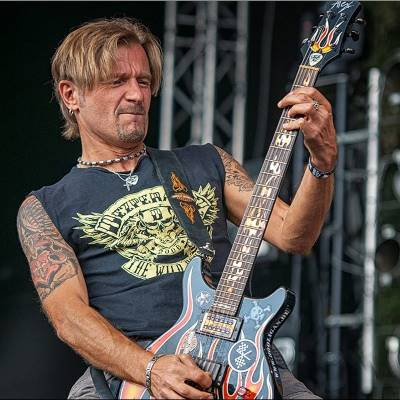
Alex Kraft

Alex Kraft (* 12. Februar 1968 in Heidelberg, eigentlich Alexander Kraft) ist ein deutscher Musiker, Songwriter und Produzent. Er ist Sänger, Gitarrist und Kopf der Western-Metal-Band Dezperadoz.

## Biografie
Alex Kraft wuchs in einem familiär-musikalischen Umfeld auf und erlernte als Kind mehrere Musikinstrumente. Er zeigte schon früh ein musikalisches Talent und verfügt über ein absolutes Gehör.
1982 gründete er im Alter von 14 Jahren die Band „Regardless“ und schrieb seine ersten eigenen Songs.
1984 begann er eine Lehre als Schreiner. Nach Beendigung der Ausbildung 1986 arbeitete er in der väterlichen Schreinerei.
Im gleichen Jahr gründete er zusammen mit Mario Winnikes, Peter Knapp und Oliver Lampertsdörfer die Hardrock/Metal-Band „Jail“. 1988 veröffentlichte die Band das Album „Get Into“ und existierte bis 1996.
Aus der Schreinerwerkstatt wurde, nach seinem Musikstudium, 1995 die Musikwerkstatt. Tonstudio und Musikschule, in der er bis heute Musik produziert und unterrichtet.
1996 lernte Kraft Tom Angelripper (Kopf der Thrash-Metal-Band Sodom) kennen, woraufhin er als Gitarrist und Co-Produzent in die Tom Angelripper Band einstieg.
Zusammen mit Angelripper gründete er 1999 die Band Dezperadoz (vormals Desperados). Im Jahr 2000 erschien das Debütalbum „The Dawn Of Dying“. 2024 veröffentlicht die Band ihr inzwischen sechstes Album „Moonshiner“.
Darüber hinaus ist er seit 2002 Gitarrist der Heidelberger AC/DC Coverband „DIRTY DEEDS“, die hauptsächlich Songs aus der Frühphase mit Bon Scott spielen.

## Diskographie

### Jail
1988 Get Into

### Tom Angelripper
1996 Ein schöner Tag...
1997 Götterdämmerung – die Ärzte – Lied Elke
1997 Till Death Do Us Unite SODOM (Lied: Hey Rock’n Roll Star)
1998 Ein Tröpfchen voller Glück
1998 Meister der Musik – JBO – (Lied Meister der Musik – Teil2)
1999 Ein Strauß bunter Melodien
2000 Ich glaub ́ nicht an den Weihnachtsmann
2004 Bon Scott
2004 DVD Lieder die das Leben schreibte
2004 Gunter Gabriel „Liebe-Autos-Abenteuer“ (Lied: Haralds Denkmal)

### Sodom
1997 Till Death Do Us Unite SODOM „Hey Rock’n Roll Star“

### Dezperadoz
2000 The Dawn Of Dying
2006 The Legend And The Truth
2008 An Eye For An Eye
2012 Dead Man's Hand
2017 Call Of The Wild
2024 Moonshiner